# Смешанная парная сборная Уэльса по кёрлингу
Смешанная парная сборная Уэльса по кёрлингу — смешанная национальная сборная команда (составленная из одного мужчины и одной женщины), представляет Уэльс на международных соревнованиях по кёрлингу. Управляющей организацией выступает Ассоциация кёрлинга Уэльса (англ. Welsh Curling Association).

## Результаты выступлений

### Чемпионаты мира
| Год       | Место          | Игры           | Победы         | Поражения      | Состав (женщина, мужчина, тренер)                    |
| --------- | -------------- | -------------- | -------------- | -------------- | ---------------------------------------------------- |
| 2008      | 21             | 8              | 2              | 6              | Lisa Peters, Phil Jones                              |
| 2009      | 21             | 8              | 2              | 6              | Lisa Peters, Stewart Cairns                          |
| 2010—2013 | не участвовали | не участвовали | не участвовали | не участвовали | не участвовали                                       |
| 2014      | 21             | 8              | 2              | 6              | Дон Уотсон, Эдриан Мейкл                             |
| 2015      | не участвовали | не участвовали | не участвовали | не участвовали | не участвовали                                       |
| 2016      | 36             | 5              | 1              | 4              | Дон Уотсон, Эдриан Мейкл                             |
| 2017      | 23             | 7              | 2              | 5              | Дон Уотсон, Эдриан Мейкл                             |
| 2018      | не участвовали | не участвовали | не участвовали | не участвовали | не участвовали                                       |
| 2019      | 30             | 7              | 4              | 3              | Laura Beever, Garry Coombs, Richard Pougher (тренер) |
| 2020—2022 | не участвовали | не участвовали | не участвовали | не участвовали | не участвовали                                       |

(данные отсюда:)

### Квалификационные турниры кчемпионатам мира
| Год       | Место | Игры | Победы | Поражения | Состав (женщина, мужчина, тренер)                           |
| --------- | ----- | ---- | ------ | --------- | ----------------------------------------------------------- |
| 2019/2020 | 27    | 6    | 1      | 5         | Heather Russell, Michael Thackray, Richard Pougher (тренер) |
| 2022/2023 | 19    | 6    | 2      | 4         | Laura Beever, Garry Coombs, Richard Pougher (тренер)        |
| 2023/2024 | 25    | 6    | 1      | 5         | Laura Beever, Garry Coombs, Richard Pougher (тренер)        |